# Tiefenstock
Tiefenstock – szczyt w Alpach Berneńskich, części Alp Zachodnich. Leży w Szwajcarii na granicy kantonów Uri i Valais. Należy do pasma Alp Urneńskich. Sąsiaduje z Rhonestock na północy i Galenstock na południu. Można go zdobyć ze schroniska Dammahütte (2430 m), Albert-Heim-Hütte (2541 m) lub Hotel Tiefenbach (2109 m). Góruje nad lodowcami Rodanu i Tiefengletscher.